# Mopodji
Mopodji est un village situé dans le Sud de la Côte d'Ivoire dans le département d'Alépé, appartenant à la région de la Mé puis au District des lagunes,,. 